# Баляк, Срджан
Срджан Ба́ляк (серб. Срђан Баљак; 25 ноября 1978, Белград, СФРЮ) — сербский футболист, нападающий.

## Клубная карьера
Свою футбольную карьеру Баляк начал в клубе «Телеоптик» из города Земун в 1998 году. В 1999 году перешёл в «Партизан», но сыграл лишь один матч за основной состав, отправился в аренду в «Раднички» из Крагуеваца. За «Раднички» Срджян провёл 15 матчей и не смог забить ни одного мяча. В 2000 году вернулся в «Телеоптик», за который выступал до 2002 года, когда на правах аренды перешёл в Будучност из села Банатски-Двор. В «Будучности» был очень результативен и забил 20 мячей в 21 матче. В 2002 году Баляк перешёл в клуб японской Джей-лиги «Консадоле Саппоро». Отыграв за клуб из Саппоро 14 матчей и забив 3 мяча, Срджян вернулся обратно в «Будучност». 26 января 2006 года «Будучность» объединилась с клубом «Пролетер» в одну команду «Банат» и Срджян выступал за новый клуб до 2007 года. В сезоне 2006-07 с 18 мячами стал лучшим бомбардиром Суперлиги.
В июне 2007 года Баляк перешёл в клуб из Второй Бундеслиги «Майнц 05». За «Майнц 05» в чемпионате провёл 58 матчей и забил 17 мячей. В январе 2010 года Срджян перешёл в «Дуйсбург». В новом клубе дебютировал 17 января и отметился забитым голом в матче против «Франкфурта». Капитан «Дуйсбурга».